# Willibald Bezler
Willibald Bezler (* 25. Juli 1942 in Ellwangen; † 15. April 2018 ebenda) war ein deutscher Kirchenmusiker, Hochschullehrer und Komponist.

## Leben
Nach Kirchenmusik (A-Examen) - und Gesangsstudium in Stuttgart wirkte Willibald Bezler von 1967 bis 2007 als Kirchenmusiker an der Basilika St. Vitus in Ellwangen. Bezler unterrichtete seit 1979 an der Hochschule für Musik und Darstellende Kunst Stuttgart, seit 1995 war er dort Professor für Orgelimprovisation und Liturgisches Orgelspiel. Zu seinen Schülern und Studierenden gehörten unter anderem Samuel Kummer, Thomas Dahl und Christopher Zehrer. Bei zahlreichen Konzerten im In- und Ausland trat Bezler mit Improvisationen zu Texten, Filmen und Kunstwerken auf. Er wurde unter anderem zum Festival Europäische Kirchenmusik Schwäbisch Gmünd und zum Internationalen Orgelimprovisationsfestival Berlin eingeladen.

## Kompositionen
Willibald Bezler komponierte zahlreiche Messen, Motetten und Orgelwerke. Für Begleitwerke zum Evangelischen Gesangbuch wie dem Orgelchoralbuch u. a. schuf er Chorsätze, Intonationen und Orgelbegleitsätze.

## Wettbewerbe
- 1998 – Preisträger beim Improvisationswettbewerb des Südwestfunks (SWF).
- 2002 – Kirchenmusik-Kompositionspreis Baden-Württemberg.

## Ehrungen und Auszeichnungen
- 1977 – Ernennung zum Kirchenmusikdirektor
- 2002 – Orlando-di-Lasso-Medaille des Allgemeinen Cäcilien-Verbands
- 2002 – Martin-Luther-Medaille der Evangelischen Landeskirche in Württemberg
- 2010 – Orden des heiligen Papstes Silvester (Komtur)

### Personenlinks
- Homepage von Willibald Bezler
- Gespräch mit Willibald Bezler in der Neuen Musikzeitung
- „Um die Kirche verdient gemacht“, Artikel der Diözese Rottenburg-Stuttgart
- Auflistung der Meisterkurse beim Festival Europäische Kirchenmusik Schwäbisch Gmünd: https://www.schwaebisch-gmuend.de/1179-Meisterkurse.html
- Internationales Orgelimprovisationsfestival Berlin 2008: https://www.orgelimprovisationsfestival-berlin.de/index.php?article_id=24